# Papyum Indian Reserve 27
Papyum Indian Reserve 27 är ett reservat i Kanada.   Det ligger i provinsen British Columbia, i den södra delen av landet, 3 400 km väster om huvudstaden Ottawa.
I omgivningarna runt Papyum Indian Reserve 27 växer i huvudsak barrskog. Runt Papyum Indian Reserve 27 är det glesbefolkat, med 9 invånare per kvadratkilometer.